# Education Act 2011
Education Act 2011 var en parlamentsakt i Storbritannien, som infördes 2011. Med lagen infördes bland annat ett skolpengsystem, liknande det i Sverige.

### Fotnoter
1. ↑  ”Svensk skolpeng blev brittisk”. Helsingborgs dagblad. 12 september 2011. Arkiverad från originalet den 6 september 2014. https://archive.is/20140906143649/http://hd.se/ledare/2011/09/12/svensk-skolpeng-blev-brittisk/. Läst 6 september 2014.